# Garden Grove
|  | Per a altres significats, vegeu «Garden Grove (Iowa)». |

Garden Grove és una ciutat al Comtat d'Orange (Califòrnia), Segons el cens de l'1 de gener de 2009 tenia 174.715 habitants.

## Demografia
Segons el cens del 2000, Garden Grove tenia 165.196 habitants, 45.791 habitatges, i 36.449 famílies. La densitat de població era de 3.539,5 habitants/km².
Dels 45.791 habitatges en un 42,6% hi vivien nens de menys de 18 anys, en un 59,7% hi vivien parelles casades, en un 13% dones solteres, i en un 20,4% no eren unitats familiars. En el 15,2% dels habitatges hi vivien persones soles el 6% de les quals corresponia a persones de 65 anys o més que vivien soles. El nombre mitjà de persones vivint en cada habitatge era de 3,56 i el nombre mitjà de persones que vivien en cada família era de 3,9.
Per edats la població es repartia de la següent manera: un 28,5% tenia menys de 18 anys, un 9,2% entre 18 i 24, un 33,4% entre 25 i 44, un 19,3% de 45 a 60 i un 9,5% 65 anys o més.
L'edat mediana era de 32 anys. Per cada 100 dones de 18 o més anys hi havia 98,6 homes.
La renda mediana per habitatge era de 47.754 $ i la renda mediana per família de 49.697 $. Els homes tenien una renda mediana de 33.295 $ mentre que les dones 26.709 $. La renda per capita de la població era de 16.209 $. Entorn del 10,5% de les famílies i el 13,9% de la població estaven per davall del llindar de pobresa.

## Poblacions properes
El següent diagrama mostra les poblacions més properes.